# Фетерс Хот Спрингс-Агва Калијент (Калифорнија)
Фетерс Хот Спрингс-Агва Калијент (енгл. Fetters Hot Springs-Agua Calient) град је у америчкој савезној држави Калифорнија.

## Демографија
По попису из 2010. године број становника је 4.144, што је 1.639 (65,4%) становника више него 2000. године.
| Група             | 2000.         | 2010.         |
| Белци             | 1.591 (63,5%) | 2.065 (49,8%) |
| Афроамериканци    | 24 (1,0%)     | 25 (0,6%)     |
| Азијати           | 30 (1,2%)     | 68 (1,6%)     |
| Хиспаноамериканци | 749 (29,9%)   | 1.925 (46,5%) |
| Укупно            | 2.505         | 4.144         |